# Прянзерки
Прянзерки — село в Нижнеломовском районе Пензенской области России. Входит в состав Усть-Каремшинского сельсовета.

## География
Село находится в северо-западной части Пензенской области, в пределах Керенско-Чембарской возвышенности, в лесостепной зоне, на левом берегу реки Мокши, на расстоянии примерно 9 километров (по прямой) к северо-востоку от города Нижний Ломов, административного центра района. Абсолютная высота — 145 метров над уровнем моря.

### Климат
Климат характеризуется как умеренно континентальный, с холодной продолжительной зимой и тёплым летом. Средняя температура воздуха самого тёплого месяца (июля) — 19,1 — 19,5 °C; самого холодного (января) — −13,3 — −11,3 °C. Продолжительность безморозного периода 125—144 дней. Период активной вегетации длится около 141 дня. Среднегодовое количество атмосферных осадков составляет 520 мм, из которых большая часть выпадает в тёплый период. Снежный покров устанавливается в конце ноября и держится в течение 140 дней.

### Часовой пояс
Село Прянзерки, как и вся Пензенская область, находится в часовой зоне МСК (московское время). Смещение применяемого времени относительно UTC составляет +3:00.

## Население
| 1710  | 1795  | 1864  | 1877  | 1897  | 1911  | 1926  |
| ----- | ----- | ----- | ----- | ----- | ----- | ----- |
| 276   | ↗828  | ↗1182 | ↗1230 | ↗1684 | ↗2003 | ↘1736 |
| 1930  | 1939  | 1959  | 1979  | 1989  | 2002  | 2010  |
| ↗1942 | ↘1434 | ↘1285 | ↘993  | ↘768  | ↘714  | ↘498  |

### Национальный состав
Согласно результатам переписи 2002 года, в национальной структуре населения русские составляли 99 % из 714 чел.